# Khairpur (État princier)
1786–1955
Entités précédentes :
- Dynastie Kalhora

Entités suivantes :
- Pakistan

Khairpur ou Khayrpur est un ancien État princier des Indes, correspondant à l'actuel district de Khairpur.
L’État de Khairpur est fondé en 1786 par la dynastie Talpur. Son souverain est appelé « Mir » et son chef de gouvernement « Wazir » jusqu'en 1926, puis président et enfin ministre en chef en 1951. En 1843, les dirigeants de l’État s'allie avec les Britanniques afin de conserver leur autonomie.
Son dernier souverain Ghulam Husain Talpur accepte de rejoindre le Pakistan en 1947 et l'État est définitivement intégré le 14 octobre 1955 à la province du Pakistan occidental par le One Unit Scheme, puis rejoint le Sind en 1970 quand la province est rétablie. Selon le recensement de 1951, la population de l’État s'élevait à 319 543 habitants.

## Liste des mirs de Khairpur
- 1783-1830 Sohrab-Ali-Khan (+1830)
- 1830-1842 Rostam-Ali-Khan (+1846)
- 1842-1894 Ali-Mourad-Khan Ier (1815-1894)
- 1894-1909 Faiz-Mohammed-Khan Ier (1837-1909)
- 1909-1921 Imam-Bakhsh-Khan (1860-1921)
- 1921-1935 Ali-Nawaz-Khan (1884-1935)
- 1935-1947 Faiz-Mohammed-Khan II (1913-1954), abdiqua
- 1947-1955 Ali Mourad Khan II (en), né en 1933